# Lista miast w województwie wielkopolskim
W województwie wielkopolskim jest 120 miast, w tym cztery miasta na prawach powiatu. Miasta zostały uszeregowane według liczby mieszkańców (malejąco). Ludność z dnia 30 czerwca 2024, powierzchnia według GUS z 31 grudnia 2009 roku. Pogrubionym drukiem zostały oznaczone miasta powiatowe.
Najmłodszym miastem w województwie jest Zaniemyśl, który od 1 stycznia 2025 posiada prawa miejskie.
| Pozycja | Herb | Miasto                | Powiat                    | Ludność   | Pow. (km²) | Gęst. zal. (os./km²) |
| ------- | ---- | --------------------- | ------------------------- | --------- | ---------- | -------------------- |
| 1       |      | Poznań                | miasto na prawach powiatu | 536.818   | 261,85     | 2050                 |
| 2       |      | Kalisz                | miasto na prawach powiatu | 92.533    | 69,42      | 1333                 |
| 3       |      | Piła                  | pilski                    | 69.748    | 102,68     | 679                  |
| 4       |      | Ostrów Wielkopolski   | ostrowski                 | 68.949    | 41,9       | 1646                 |
| 5       |      | Konin                 | miasto na prawach powiatu | 66.606    | 82,2       | 810                  |
| 6       |      | Gniezno               | gnieźnieński              | 63.143    | 40,89      | 1544                 |
| 7       |      | Leszno                | miasto na prawach powiatu | 59.840    | 31,90      | 1876                 |
| 8       |      | Luboń                 | poznański                 | 32.849    | 13,52      | 2430                 |
| 9       |      | Września              | wrzesiński                | 31.759    | 12,73      | 2495                 |
| 10      |      | Krotoszyn             | krotoszyński              | 28.060    | 22,54      | 1245                 |
| 11      |      | Swarzędz              | poznański                 | 28.050    | 8,58       | 3269                 |
| 12      |      | Śrem                  | śremski                   | 27.640    | 12,37      | 2234                 |
| 13      |      | Jarocin               | jarociński                | 26.253    | 14,64      | 1793                 |
| 14      |      | Wągrowiec             | wągrowiecki               | 25.394    | 17,83      | 1424                 |
| 15      |      | Środa Wielkopolska    | średzki                   | 24.333    | 17,98      | 1353                 |
| 16      |      | Turek                 | turecki                   | 24.315    | 16,17      | 1504                 |
| 17      |      | Kościan               | kościański                | 23.267    | 8,79       | 2647                 |
| 18      |      | Gostyń                | gostyński                 | 19.748    | 10,71      | 1844                 |
| 19      |      | Rawicz                | rawicki                   | 19.549    | 7,81       | 2503                 |
| 20      |      | Koło                  | kolski                    | 19.284    | 13,85      | 1413                 |
| 21      |      | Szamotuły             | szamotulski               | 18.178    | 10,11      | 1798                 |
| 22      |      | Złotów                | złotowski                 | 18.025    | 11,58      | 1557                 |
| 23      |      | Chodzież              | chodzieski                | 17.173    | 12,77      | 1345                 |
| 24      |      | Oborniki              | obornicki                 | 17.139    | 14,08      | 1217                 |
| 25      |      | Pleszew               | pleszewski                | 16.579    | 13,14      | 1262                 |
| 26      |      | Trzcianka             | czarnkowsko-trzcianecki   | 16.389    | 18,29      | 896                  |
| 27      |      | Grodzisk Wielkopolski | grodziski                 | 15.104    | 18,21      | 829                  |
| 28      |      | Mosina                | poznański                 | 14.491    | 13,78      | 1052                 |
| 29      |      | Ostrzeszów            | ostrzeszowski             | 13.497    | 12,13      | 1113                 |
| 30      |      | Nowy Tomyśl           | nowotomyski               | 13.474    | 5,2        | 2591                 |
| 31      |      | Kępno                 | kępiński                  | 13.429    | 7,79       | 1724                 |
| 32      |      | Słupca                | słupecki                  | 12.855    | 10,31      | 1247                 |
| 33      |      | Wolsztyn              | wolsztyński               | 11.854    | 4,78       | 2480                 |
| 34      |      | Rogoźno               | obornicki                 | 10.734    | 11,24      | 955                  |
| 35      |      | Wronki                | szamotulski               | 10.450    | 5,81       | 1799                 |
| 36      |      | Murowana Goślina      | poznański                 | 10.290    | 7,18       | 1433                 |
| 37      |      | Międzychód            | międzychodzki             | 9.905     | 6,98       | 1419                 |
| 38      |      | Pobiedziska           | poznański                 | 9.890     | 8,96       | 1104                 |
| 39      |      | Kostrzyn              | poznański                 | 9.861     | 8,03       | 1228                 |
| 40      |      | Czarnków              | czarnkowsko-trzcianecki   | 9.838     | 10,04      | 980                  |
| 41      |      | Opalenica             | nowotomyski               | 9.262     | 6,42       | 1443                 |
| 42      |      | Puszczykowo           | poznański                 | 9.257     | 16,11      | 575                  |
| 43      |      | Jastrowie             | złotowski                 | 8.228     | 72,27      | 114                  |
| 44      |      | Kórnik                | poznański                 | 8.125     | 6,08       | 1336                 |
| 45      |      | Pniewy                | szamotulski               | 8.058     | 9,32       | 865                  |
| 46      |      | Witkowo               | gnieźnieński              | 7.399     | 8,3        | 891                  |
| 47      |      | Trzemeszno            | gnieźnieński              | 7.247     | 5,46       | 1327                 |
| 48      |      | Zbąszyń               | nowotomyski               | 7.023     | 5,42       | 1296                 |
| 49      |      | Koźmin Wielkopolski   | krotoszyński              | 6.091     | 5,89       | 1034                 |
| 50      |      | Krzyż Wielkopolski    | czarnkowsko-trzcianecki   | 5.856     | 5,83       | 1004                 |
| 51      |      | Stęszew               | poznański                 | 5.856     | 5,69       | 1029                 |
| 52      |      | Kłodawa               | kolski                    | 5.824     | 4,32       | 1348                 |
| 53      |      | Sieraków              | międzychodzki             | 5.759     | 14,1       | 408                  |
| 54      |      | Wieleń                | czarnkowsko-trzcianecki   | 5.629     | 4,32       | 1303                 |
| 55      |      | Śmigiel               | kościański                | 5.628     | 5,3        | 1062                 |
| 56      |      | Buk                   | poznański                 | 5.502     | 2,96       | 1859                 |
| 57      |      | Wyrzysk               | pilski                    | 5.071     | 4,12       | 1231                 |
| 58      |      | Czempiń               | kościański                | 5.070     | 3,32       | 1527                 |
| 59      |      | Odolanów              | ostrowski                 | 4.925     | 4,76       | 1035                 |
| 60      |      | Skoki                 | wągrowiecki               | 4.799     | 11,2       | 428                  |
| 61      |      | Budzyń                | chodzieski                | 4.668     | 40,59      | 115                  |
| 62      |      | Nowe Skalmierzyce     | ostrowski                 | 4.557     | 1,58       | 2884                 |
| 63      |      | Krobia                | gostyński                 | 4.529     | 4,07       | 1113                 |
| 64      |      | Zduny                 | krotoszyński              | 4.290     | 6,14       | 699                  |
| 65      |      | Golina                | koniński                  | 4.259     | 3,52       | 1210                 |
| 66      |      | Szamocin              | chodzieski                | 3.888     | 4,67       | 833                  |
| 67      |      | Kleczew               | koniński                  | 3.858     | 6,68       | 578                  |
| 68      |      | Nekla                 | wrzesiński                | 3.856     | 19,79      | 195                  |
| 69      |      | Okonek                | złotowski                 | 3.592     | 20,03      | 179                  |
| 70      |      | Rakoniewice           | grodziski                 | 3.582     | 3,37       | 1063                 |
| 71      |      | Opatówek              | kaliski                   | 3.486     | 8,68       | 402                  |
| 72      |      | Krajenka              | złotowski                 | 3.452     | 3,76       | 918                  |
| 73      |      | Miłosław              | wrzesiński                | 3.374     | 4,07       | 829                  |
| 74      |      | Ujście                | pilski                    | 3.335     | 5,78       | 577                  |
| 75      |      | Sompolno              | koniński                  | 3.301     | 6,21       | 532                  |
| 76      |      | Kobylin               | krotoszyński              | 3.196     | 4,87       | 656                  |
| 77      |      | Gołańcz               | wągrowiecki               | 3.150     | 12,64      | 249                  |
| 78      |      | Ślesin                | koniński                  | 3.091     | 7,18       | 431                  |
| 79      |      | Miejska Górka         | rawicki                   | 3.041     | 3,14       | 968                  |
| 80      |      | Tuliszków             | turecki                   | 3.005     | 7,04       | 427                  |
| 81      |      | Margonin              | chodzieski                | 2.952     | 5,15       | 573                  |
| 82      |      | Książ Wielkopolski    | śremski                   | 2.943     | 1,96       | 1502                 |
| 83      |      | Pyzdry                | wrzesiński                | 2.935     | 12,16      | 241                  |
| 84      |      | Dobrzyca              | pleszewski                | 2.919     | 19,70      | 148                  |
| 85      |      | Lwówek                | nowotomyski               | 2.912     | 3,16       | 922                  |
| 86      |      | Poniec                | gostyński                 | 2.910     | 3,48       | 836                  |
| 87      |      | Rydzyna               | leszczyński               | 2.860     | 2,2        | 1300                 |
| 88      |      | Bojanowo              | rawicki                   | 2.782     | 2,34       | 1189                 |
| 89      |      | Kaczory               | pilski                    | 2.757     | 16,55      | 167                  |
| 90      |      | Łobżenica             | pilski                    | 2.747     | 3,25       | 845                  |
| 91      |      | Sulmierzyce           | krotoszyński              | 2.729     | 29,29      | 93                   |
| 92      |      | Zagórów               | słupecki                  | 2.721     | 3,44       | 791                  |
| 93      |      | Zaniemyśl             | średzki                   | 2.573     | 4,66       | 552                  |
| 94      |      | Czerniejewo           | gnieźnieński              | 2.554     | 10,2       | 250                  |
| 95      |      | Wysoka                | pilski                    | 2.506     | 4,82       | 520                  |
| 96      |      | Kłecko                | gnieźnieński              | 2.496     | 9,61       | 260                  |
| 97      |      | Osieczna              | leszczyński               | 2.440     | 4,76       | 513                  |
| 98      |      | Borek Wielkopolski    | gostyński                 | 2.428     | 6,16       | 394                  |
| 99      |      | Mieścisko             | wągrowiecki               | 2.410     | 11,34      | 213                  |
| 100     |      | Obrzycko              | szamotulski               | 2.384     | 3,74       | 637                  |
| 101     |      | Rychwał               | koniński                  | 2.375     | 9,7        | 245                  |
| 102     |      | Raszków               | ostrowski                 | 2.088     | 2,05       | 1019                 |
| 103     |      | Żerków                | jarociński                | 2.066     | 2,03       | 1018                 |
| 104     |      | Pogorzela             | gostyński                 | 2.027     | 4,36       | 465                  |
| 105     |      | Grabów nad Prosną     | ostrzeszowski             | 1.899     | 2,58       | 736                  |
| 106     |      | Jutrosin              | rawicki                   | 1.844     | 1,62       | 1138                 |
| 107     |      | Ostroróg              | szamotulski               | 1.837     | 1,25       | 1470                 |
| 108     |      | Koźminek              | kaliski                   | 1.825     | 6,04       | 302                  |
| 109     |      | Dąbie                 | kolski                    | 1.694     | 8,86       | 191                  |
| 110     |      | Mikstat               | ostrzeszowski             | 1.687     | 2,49       | 678                  |
| 111     |      | Krzywiń               | kościański                | 1.653     | 2,27       | 728                  |
| 112     |      | Wielichowo            | grodziski                 | 1.643     | 1,24       | 1325                 |
| 113     |      | Chocz                 | pleszewski                | 1.610     | 6,87       | 234                  |
| 114     |      | Dolsk                 | śremski                   | 1.551     | 6,2        | 250                  |
| 115     |      | Przedecz              | kolski                    | 1.513     | 2,98       | 508                  |
| 116     |      | Jaraczewo             | jarociński                | 1.377     | 10,07      | 137                  |
| 117     |      | Stawiszyn             | kaliski                   | 1.352     | 0,99       | 1366                 |
| 118     |      | Rychtal               | kępiński                  | 1.334     | 3,96       | 340                  |
| 119     |      | Dobra                 | turecki                   | 1.311     | 1,84       | 713                  |
| 120     |      | Miasteczko Krajeńskie | pilski                    | 1.067     | 1,93       | 553                  |
| Razem   |      |                       |                           | 1 849 168 | 1513,91    | 1221                 |

| Rozmieszczenie miast na mapie województwa wielkopolskiego |
| --- |
| PoznańLesznoKoninKaliszPiłaOstrów WielkopolskiGnieznoLubońWrześniaKrotoszynSwarzędzŚremJarocinWągrowiecŚroda WielkopolskaTurekKościanGostyńRawiczKołoSzamotułyZłotówChodzieżObornikiPleszewTrzciankaGrodzisk WielkopolskiMosinaOstrzeszówNowy TomyślKępnoSłupcaWolsztynRogoźnoWronkiMurowana GoślinaMiędzychódPobiedziskaKostrzynCzarnkówOpalenicaPuszczykowoJastrowieKórnikPniewyWitkowoTrzemesznoZbąszyńKoźmin WielkopolskiKrzyż WielkopolskiStęszewKłodawaSierakówWieleńŚmigielBukWyrzyskCzempińOdolanówSkokiBudzyńNowe SkalmierzyceKrobiaZdunyGolinaSzamocinKleczewNeklaOkonekRakoniewiceOpatówekKrajenkaMiłosławUjścieSompolnoKobylinGołańczŚlesinMiejska GórkaTuliszkówMargoninKsiąż WielkopolskiPyzdryDobrzycaLwówekPoniecRydzynaBojanowoKaczoryŁobżenicaSulmierzyceZagórówZaniemyślCzerniejewoWysokaKłeckoOsiecznaBorek WielkopolskiMieściskoObrzyckoRychwałRaszkówŻerkówPogorzelaGrabów nad ProsnąJutrosinOstrorógKoźminekDąbieMikstatKrzywińWielichowoChoczDolskPrzedeczJaraczewoStawiszynRychtalDobraMiasteczko Krajeńskie Miasta według populacji · – powyżej 100 tys.; – od 50 do 100 tys.; – od 20 do 50 tys.; – od 10 do 20 tys.; – od 5 do 10 tys.; – poniżej 5 tys.; |